# برنارد راندولف
برنارد راندولف (بالإنجليزية: Bernard Randolph)‏ (10 أبريل 1834 في المملكة المتحدة - 3 يوليو 1857 في المملكة المتحدة) هو لاعب كريكت بريطاني (وحمل سابقاً جنسية المملكة المتحدة لبريطانيا العظمى وأيرلندا). لعب مع نادي مقاطعة ساسكس للكركيت ‏ ونادي الكريكت في جامعة أكسفورد ‏.

## وصلات خارجية
- برنارد راندولف على موقع إي آس بي آن كريك إنفو (الإنجليزية)